# KV15
KV15 (Kings' Valley 15) è la sigla che identifica una delle tombe della Valle dei Re in Egitto; era la tomba del faraone Seti II (XIX dinastia).

## Storia

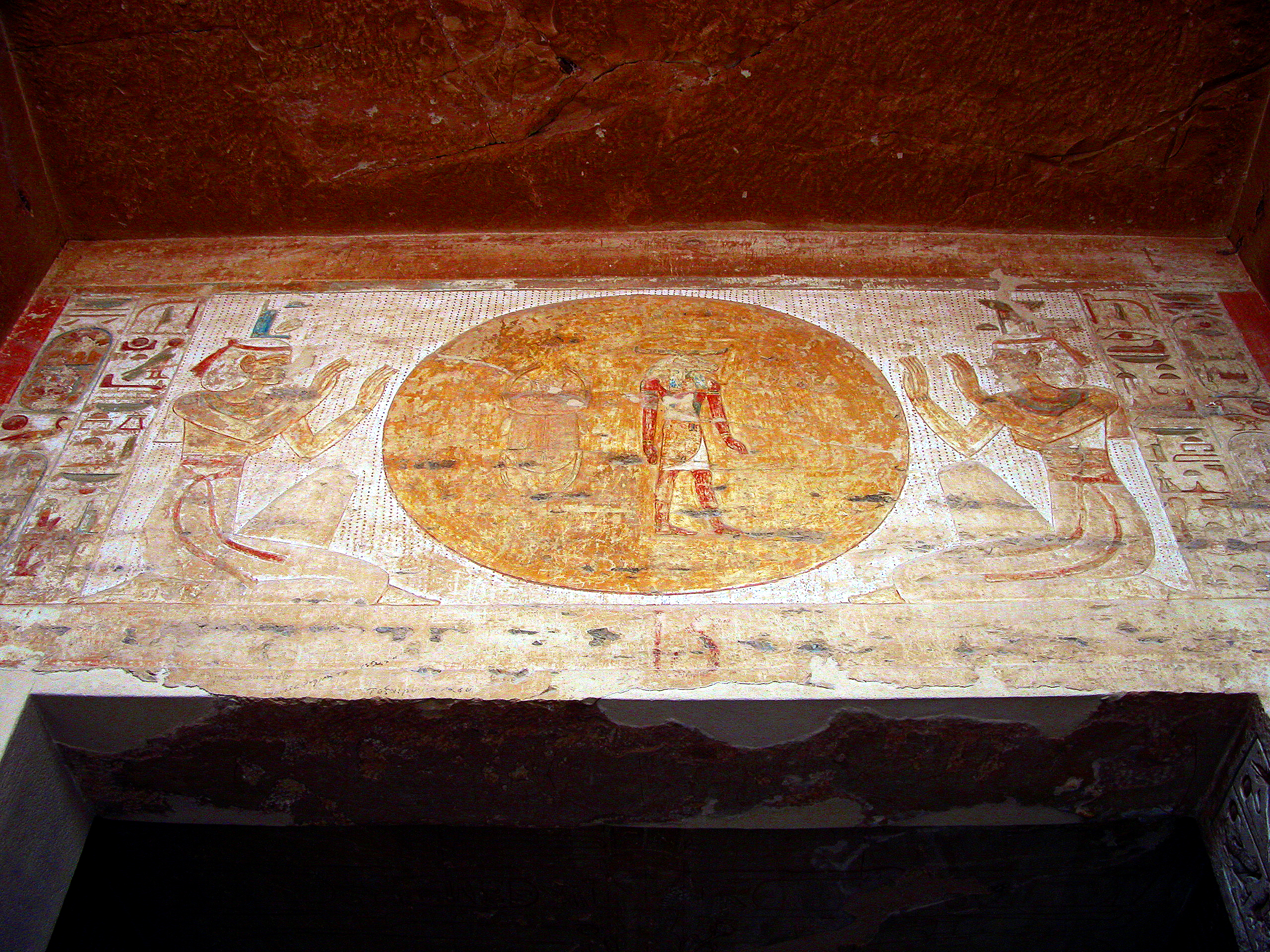
Decorazione di un sovraporta

Nota fin dall’antichità, KV15 venne mappata e rilevata da Richard Pococke nel 1737-1738. Nuove rilevazione e mappatura a cura della spedizione napoleonica del 1799 e, nel 1825 di James Burton. Rilievi epigrafici nel 1828-1829 a cura della spedizione franco-toscana di Ippolito Rosellini e, successivamente, di Karl Richard Lepsius nel 1844-1845. Scavi sistematici nel 1903-1904 a cura di Howard Carter.
Il corpo del re, molto verosimilmente, venne dapprima sepolto nella tomba KV14 della Grande sposa reale Tausert e solo successivamente traslato nella KV15 che, ancora incompleta, venne frettolosamente ultimata. La mummia di Seti II venne poi trasferito nella KV35, a causa dei saccheggi cui erano state sottoposte le tombe della Valle, durante la XXI dinastia .

## Architettura e decorazioni
KV15 si sviluppa secondo l’andamento tipico delle tombe della XIX dinastia.
A una piccola entrata seguono tre lunghi corridoi in leggera pendenza che culminano in un'anticamera con quattro pilastri al cui centro si apre un corridoio discendente che dà accesso alla camera funeraria adattata, di fatto, da un corridoio non ultimato.
Tutti i locali si presentano ben rifiniti e intonacati di bianco. Si assiste, dall'ingresso verso l'interno, a un cambio di tipologia della tecnica di decorazione che appare sicuramente conseguente alla necessità di ultimare i lavori per l’inumazione del corpo del re (secondo Burton il re venne qui sepolto prima ancora che i lavori fossero ultimati): ai bassorilievi iniziali si sostituiscono, infatti, decorazioni solo dipinte.
Tutte le decorazioni sono ben preservate. Si nota, preliminarmente, che i cartigli del re vennero scritti, poi cancellati e quindi successivamente riscritti, ma non è dato di sapere quali motivazioni diedero luogo a tale condizione.
All’ingresso la dea Maat inginocchiata sulle piante araldiche dell’Alto e Basso Egitto (motivo che si ripete poi in altre parti della tomba). Nel primo corridoio sono rappresentasti capitoli delle Litanie di Ra; nel secondo proseguono le Litanie di Ra ed iniziano capitoli dell'Amduat che proseguono nel terzo corridoio. Nella piccola camera che precede l’anticamera, per la prima volta, sono rappresentate suppellettili funerarie tra cui alcune poi effettivamente rinvenute in tombe come quella di Tutankhamon (KV62)  .
L’anticamera presenta le pareti decorate con capitoli tratte dal Libro delle Porte, mentre i quattro pilastri, con soluzione che qui appare per la prima volta, ma che verrà poi reimpiegata in sepolture successive, riportano una figura per ciascun lato in modo che, tuttavia, due figure adiacenti costituiscano una scena finita.
Il corridoio, frettolosamente adattato a camera funeraria, è pure decorato con capitoli del Libro delle Porte, mentre il soffitto rappresenta la dea Nut distesa.

## Rinvenimenti
Nella camera funeraria restano solo frammenti del coperchio di un sarcofago in granito; nulla si sa del sarcofago che venne asportato verso la fine del Nuovo Regno. Le dimensioni di tale sarcofago, tuttavia, sarebbero state davvero ridotte (forse il più piccolo della Valle dei Re) lasciando supporre che si trattasse, comunque, di un sarcofago che sarebbe dovuto a sua volta essere inserito in un sarcofago più grande.

### Annotazioni
1. ↑  Le tombe vennero classificate nel 1827, dalla numero 1 alla 22, da John Gardner Wilkinson in ordine geografico. Dalla numero 23 la numerazione segue l’ordine di scoperta.
2. ↑  La traslazione avvenne probabilmente a cura del faraone Sethnakht che usurpò la KV14 disperdendo il corpo della regina Tausert e spostando il corpo di Sethy II.
3. ↑  Rispettivamente il papiro per il Basso ed il loto per l’Alto Egitto che venivano normalmente rappresentati nel sema-twy ovvero l’intreccio delle due piante a simboleggiare l’unità del Paese comunque costituito da due entità politiche distinte.
4. ↑  Sono rappresentati, ad esempio, il re sulla schiena di una pantera (corrispondente al reperto 289a e 289b nella catalogazione di Carter della tomba di Tutankhamon), e il re ritto su una barca di papiro nell'atto di arpionare (reperto 275c di Carter).

### Fonti
1. ↑  vedi: informazioni turistiche
2. ↑  Theban Mapping Project.
3. ↑  Nicholas Reeves e Richard Wilkinson, The complete valley of the Kings, New York, Thames & Hudson, 2000, p. 152.
4. ↑  Reeves e Wilkinson (2000), p. 152.
5. 1 2  Reeves e Wilkinson (2000), p. 153.